# Kossi Efoui

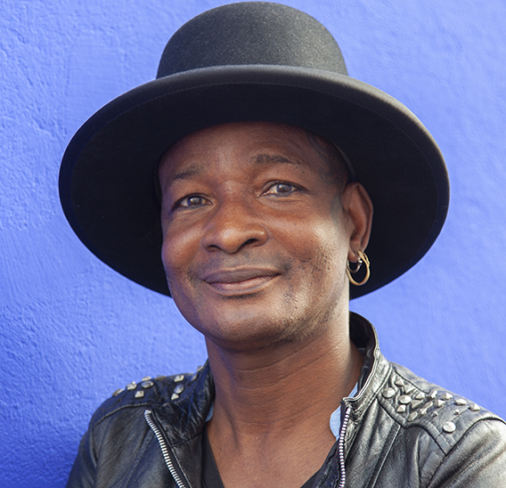
Kossi Efoui (2025)

Kossi Efoui (* 1962 in Anfoin) ist ein togoischer Autor.
Er studierte Philosophie an der Universität von Lomé und beteiligte sich an Protesten gegen das Regime des ehemaligen togoischen Präsidenten Gnassingbé Eyadéma. Diese politischen Aktivitäten führten dazu, dass er sein Heimatland verlassen musste. Heute lebt er im französischen Exil.
Er schreibt Dramen und Romane und arbeitet als Berichterstatter, insbesondere für die französischsprachige Wochenzeitschrift Jeune Afrique.  Panafrikanismus und die sogenannte Négritude  des francophonen Afrika prägen sein Weltbild. Für sein Werk La Fabrique des cérémonies erhielt er im Jahr 2002 den Grand Prix littéraire de l’Afrique noire.

## Werke
- Io (tragedy), theatre, ed. Le bruit des autres, 2007
- Volatiles, news, ed. Joca Seria, 2006
- La Fabrique de cérémonies, novel, ed. Le Seuil, 2001, ISBN 2-02-047299-6
- L’entre-deux rêves de Pitagaba, theatre, ed. Acoria, 2000
- La Polka, novela, ed. Le Seuil, 1998
- Le Petit Frère du rameur, theatre, ed.Lansman, 1995
- Les coupons de Magali, 1994, ISBN 0-290-78844-7
- La Malaventure, theatre, ed. Lansman, 1993
- Le carrefour, theatre, ed. L’Harmattan, 1989